# Банфшир

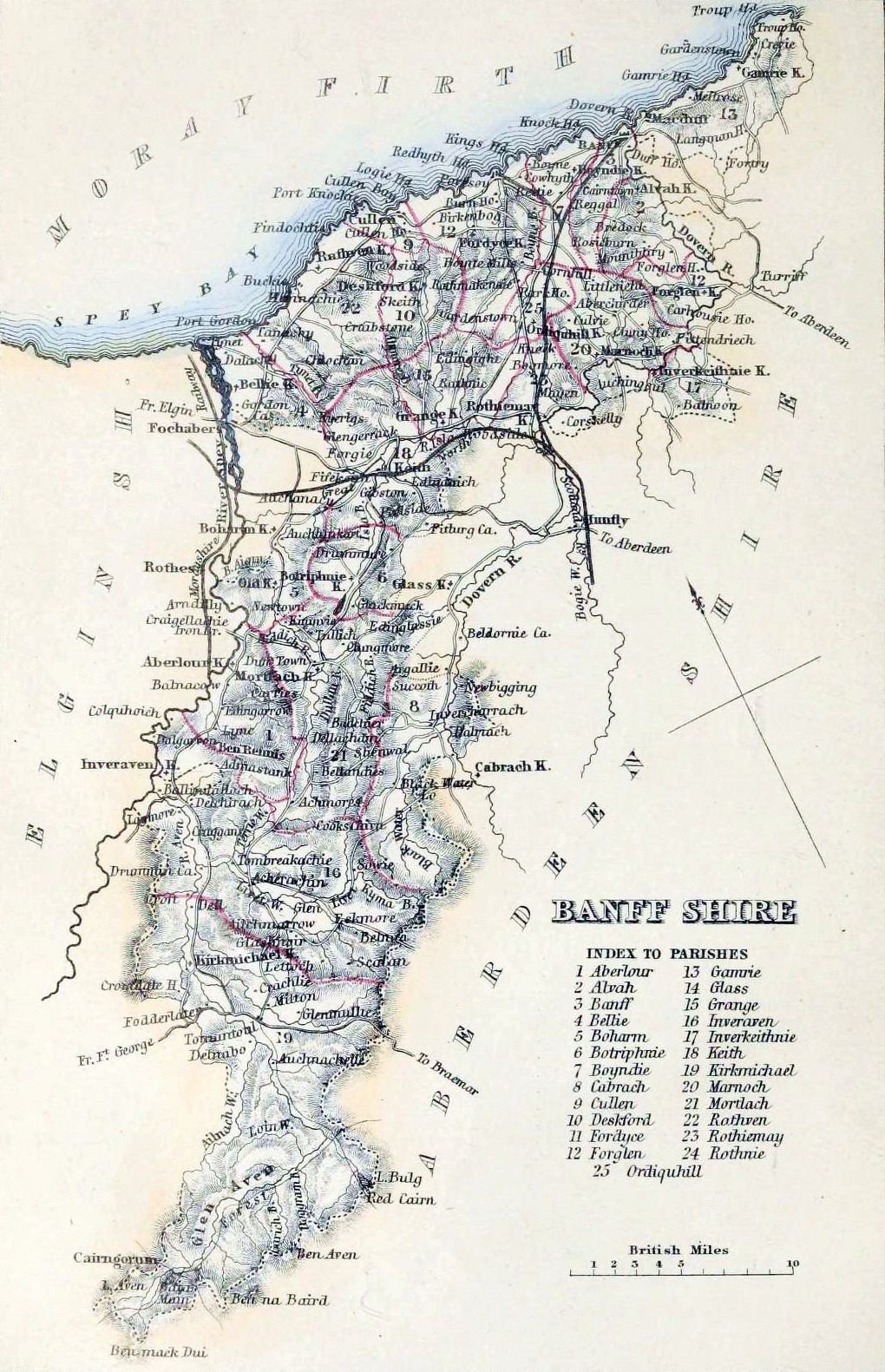
Карта Банфшира (1854 год)

Банфшир (англ. Banffshire) — историческая область (графство) в Северной Шотландии, представляющее собой узкую, тянущуюся по направлению от северо-востока к юго-западу полосу земли между графствами Абердиншир на востоке, Морейшир (англ. County of Moray), и Инвернесс-шир (англ. Inverness-shire) на западе, на севере ограниченную морем, на юге подымающуюся к Грамнианским горам, общей площадью около 1777,4 квадратного километра.
В 1881 году население Банфшира составляло 62731 человек. Самый большой город Банфшира — Банф (англ. Banff).
В конце XIX на страницах Энциклопедического словаря Брокгауза и Ефрона Банфшир описывался следующими словами: «По Банфширу разбросаны холмы, леса и речки. Почва на протяжении 48 км морского берега сплошь состоит из песка и глины, но производит, однако, самую лучшую пшеницу. Морской берег скалист, южная часть графства гориста, вообще больше пастбищной, чем пахотной земли, но встречаются прекрасные, весьма плодородные долины. Разводятся большею частью быки, меньше — овцы. Засевается только 27 % всего количества удобных земель. Вдоль западной границы графства протекает Спай, с богатой ловлей лососей. У самой северо-восточн. окраины Б. впадает в море Доверан. Некоторые горы в графстве принадлежат к высочайшим в Шотландии: так, напр., на ЮЗ Muich-Dhui (1312 м над уровн. моря) в Кернгормских горах — вторая по высоте гора во всей Великобритании. В горах этих добываются топазы и горный хрусталь, встречаются ломки мрамора, гранита, хорошего качества камень для построек».
Во время Войн трёх королевств (1639—1651) Банфшир был оплотом роялистов.
Банфшир славился производимым там виски «Glenfarclas».